# Doris Stump
Doris Stump (Zürich, 6 februari 1950) is een Zwitserse germaniste, uitgeefster en politica voor de Sociaaldemocratische Partij van Zwitserland (SP/PS) uit het kanton Aargau.

## Biografie
Doris Stump behaalde in 1977 een licentiaat in de letteren aan de Universiteit van Zürich, waar ze in 1984 een doctoraat in de letteren behaalde. Van juni 1987 tot december 1989 zetelde ze in de gemeenteraad van Wettingen (wetgevende macht), waar ze van januari 1990 tot 2005 lid was van het stadsbestuur (uitvoerende macht). Van 4 december 1995 tot 4 december 2011 zetelde ze in de Nationale Raad. Van 2003 tot 2007 was ze lid van de Zwitserse delegatie bij de Interparlementaire Unie, waarvan ze vervolgens tot 2009 vicevoorzitster was en nadien tot 2011 voorzitster.

## Werken
- (de)  Deutschsprachige Schriftstellerinnen in der Schweiz 1700-1945, Zürich, Limmat, 1994, 286 p. (samen met M. Widmer en R. Wyss).